# Doye
Doye ist eine französische Gemeinde im Département Jura in der Region Bourgogne-Franche-Comté.

## Geographie
Doye liegt auf 787 m, etwa acht Kilometer ostnordöstlich der Stadt Champagnole (Luftlinie). Das Bauerndorf erstreckt sich im Jura, auf einem Hochplateau zwischen den Talbecken des Val de Sirod im Westen und des Val de Mièges im Osten, nördlich des Talkessels mit der Karstquelle des Ain.
Die Fläche des 3,56 km² großen Gemeindegebiets umfasst einen Abschnitt des französischen Juras. Der Hauptteil des Gebietes wird von der Hochfläche von Doye eingenommen, die durchschnittlich auf 780 m liegt und überwiegend mit Wies- und Weideland bestanden ist. Mit 801 m wird auf der Höhe südlich des Dorfes die höchste Erhebung von Doye erreicht. Die Hochfläche wird auf drei Seiten von Tälern flankiert, die zugleich auch die Gemeindegrenze markieren. Im Osten befindet sich das Tal der Serpentine (entwässert das Val de Mièges zum Ain), im Süden der tief eingeschnittene und bewaldete Talkessel, in dem der Ain entspringt, und im Westen das Tal des Ruisseau de Combe Sandon (Seitenbach des Ain).
Nachbargemeinden von Doye sind Mournans-Charbonny und Onglières im Norden, Mièges und Nozeroy im Osten, Conte im Süden sowie Charency im Westen.

## Geschichte
Erstmals urkundlich erwähnt wird Doye im 13. Jahrhundert. Der Ortsname leitet sich vom regionalen Patois-Ausdruck doie (Quelle) ab, was sich auf die nahegelegene Ain-Quelle bezieht. Im Mittelalter gehörte das Dorf zur Herrschaft Nozeroy. Zusammen mit der Franche-Comté gelangte es mit dem Frieden von Nimwegen 1678 an Frankreich.

## Sehenswürdigkeiten
Die Dorfkapelle Saint-Germain in Doye wurde im 18. Jahrhundert erbaut und erfuhr im 19. Jahrhundert eine Umgestaltung.

## Bevölkerung
| Jahr                       | 1962 | 1968 | 1975 | 1982 | 1990 | 1999 | 2007 | 2019 |
| Einwohner                  | 85   | 106  | 94   | 87   | 76   | 69   | 79   | 104  |
| Quellen: Cassini und INSEE |      |      |      |      |      |      |      |      |

Mit 108 Einwohnern (Stand 1. Januar 2022) gehört Doye zu den kleinsten Gemeinden des Départements Jura. Nachdem die Einwohnerzahl in der ersten Hälfte des 20. Jahrhunderts deutlich abgenommen hatte (1881 wurden noch 168 Personen gezählt), wurde nach einer vorübergehenden Stagnation seit Beginn der 1970er Jahre erneut ein kontinuierlicher Bevölkerungsrückgang verzeichnet.

## Wirtschaft und Infrastruktur
Doye war bis weit ins 20. Jahrhundert hinein ein vorwiegend durch die Landwirtschaft, insbesondere Viehzucht und Milchwirtschaft geprägtes Dorf. Noch heute leben die Bewohner zur Hauptsache von der Tätigkeit im ersten Sektor. Außerhalb des primären Sektors gibt es nur wenige Arbeitsplätze im Dorf. Einige Erwerbstätige sind auch Wegpendler, die in den umliegenden größeren Ortschaften ihrer Arbeit nachgehen.
Die Ortschaft liegt abseits der größeren Durchgangsstraßen, ist aber von der Hauptstraße D471, die von Champagnole nach Pontarlier führt, leicht erreichbar. Straßenverbindungen bestehen mit Charency, Charbonny, Plénisette und Nozeroy.